# Diyala (flod)

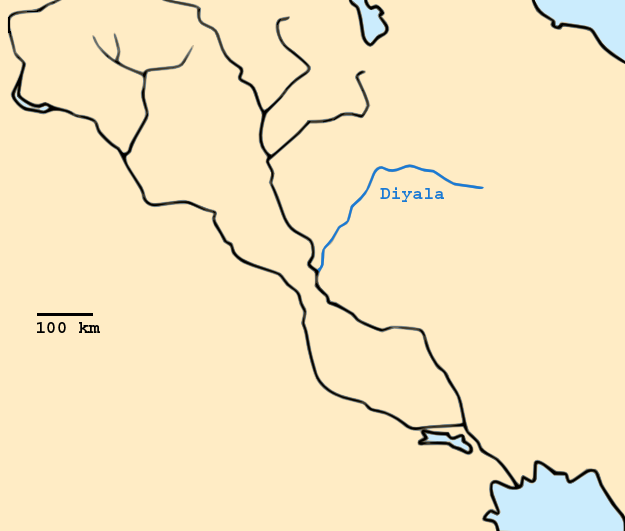
Floden Diyala

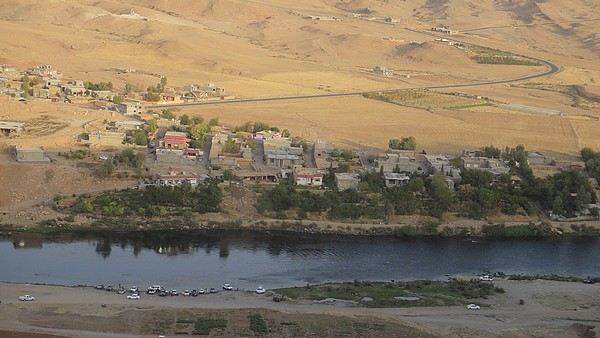
Diyala nära Derbendi-Kahn i Irak

Diyala (arabiska: نهر ديالى, persiska: رود سيروان, kurdiska: Sirwan سيروان) är en ca 445 kilometer lång flod som rinner upp i västra Iran och mynnar ut i Tigris söder om Bagdad. Den avvattnar ett område på cirka 32 600 km2. I floden finns flera dammar, bland annat vid Derbendi-Kahn.